# Белкин, Рафаил Самуилович
Рафаи́л Самуи́лович Бе́лкин (11 июля 1922, Чернигов, УССР, СССР — 3 февраля 2001, Москва, Российская Федерация) — советский и российский криминалист, доктор юридических наук, профессор, заслуженный деятель науки РСФСР (1976), генерал-майор милиции, заслуженный профессор Академии управления МВД России, почётный академик РАЕН, почётный член Болгарского научного общества судебных медиков и криминалистов, участник Великой Отечественной войны.
Профессор Р. С. Белкин по праву считался «крупнейшим специалистом в области криминалистики, исследователем-энциклопедистом теории и практики организации раскрытия, расследования и предупреждения преступлений, создателем современной общей теории криминалистики, общепризнанным лидером отечественного криминалистического научного знания».

## Биография
Родился 11 июля 1922 года в городе Чернигове (ныне Украина) в еврейской семье. Его отец, Самуил Рафаилович Белкин (1885—1975), был специалистом по пеньке и канатам, позже работал в системе Наркомата лёгкой промышленности; мать, Белкина (Эскина) Ида Хононовна (1896—1966) впоследствии работала на московском заводе «Борец».
Член ВКП(б) с 1940 года. Тогда же был призван в РККА, служба его началась на Дальнем Востоке. С октября 1941 года он был заместителем редактора газеты «В бой за Родину» 415-й стрелковой дивизии, воевавшей под Москвой, Ржевом, Смоленском, на Курской дуге, Днепре.
После Победы служил в ГСОВГ, а в 1946 году был откомандирован в Москву и зачислен на учёбу в Военно-юридическую академию.
Окончил Академию с золотой медалью в 1951 году и был направлен на работу следователем Военной прокуратуры Бакинского округа ПВО, затем был старшим следователем и помощником военного прокурора по руководству следствием и дознанием.
Параллельно собирал материалы для научной работы и в 1954 году защитил кандидатскую диссертацию на тему: «Осмотр места происшествия. Уголовно-процессуальные и криминалистические аспекты».
В 1955 году перешёл на научно-педагогическую работу в Высшую школу МВД СССР (позже — Академия МВД СССР, ныне — Академия управления МВД России), последовательно занимая должности старшего научного сотрудника, а затем учёного секретаря, старшего преподавателя, доцента и профессора кафедры криминалистики.
Всего через семь лет после успешной защиты кандидатской диссертации Р. С. Белкин подготовил к защите докторскую диссертацию «Экспериментальный метод исследования в советском уголовном процессе и криминалистике» и успешно защитил её в 1961 году. Очевидцы отмечали, что сама защита диссертации, несмотря на острую критику соискателя одним из оппонентов — известным отечественным процессуалистом профессором М. С. Строговичем, осуждавшим предложенный диссертантом тактический приём выхода на место с обвиняемым и свидетелем, — по общему признанию, прошла великолепно.
В 1963 году Р. С. Белкину присвоено учёное звание профессора. Академия управления МВД России присвоила профессору Белкину звание «Заслуженный профессор Академии управления МВД России». Российская академия естественных наук удостоила Р. С. Белкина звания почётного академика. Профессор Белкин был также почётным членом Болгарского научного общества судебных медиков и криминалистов и членом ряда других научных обществ.
Свыше 20 лет Р. С. Белкин руководил кафедрой криминалистики Высшей школы МВД СССР (Академии МВД России) — одной из самых крупных и авторитетных в СССР. К концу 1973 году общая численность кафедры составляла около 50 человек, в том числе 27 преподавателей, среди которых были 6 докторов и 19 кандидатов юридических наук.
Научные труды профессора Р. С. Белкина получили широкую известность в Советском Союзе и за его пределами, а позже — в России, странах СНГ и зарубежных государствах, переведены на английский, немецкий, сербский, венгерский, польский, чешский, болгарский, украинский, казахский и другие языки.
Профессор Р. С. Белкин по праву считается основателем крупной научной школы, насчитывающей более сотни непосредственных учеников; ещё при жизни он получил почётный неофициальный титул патриарха российской криминалистики. Под его непосредственным руководством успешно подготовили и защитили диссертации более 120 кандидатов и докторов юридических наук.
Продолжателями дела Рафаила Самуиловича Белкина считаются и его дети: дочь — известный российский учёный-криминалист, специалист в области судебной экспертизы профессор Елена Рафаиловна Россинская; сын — известный российский юрист, специалист в области уголовного процесса и криминалистики профессор Анатолий Рафаилович Белкин, внук — специалист в области уголовного процесса профессор Сергей Борисович Россинский.

## Основные направления научной деятельности
Рафаил Самуилович Белкин известен не только как криминалист, но и как исследователь в области уголовного процесса и оперативно-розыскной деятельности. В своей монографии «Теория и практика следственного эксперимента» (1959) он фактически предвосхитил появление нового следственного действия, годом позже узаконенного новым УПК РСФСР (1960), и исследовал его с криминалистических позиций. Далее в монографии «Эксперимент в следственной судебной и экспертной практике» (1964) он исследовал эту тему с позиций общей теории познания, особое внимание уделив вопросам доказывания.
Монография «Собирание, исследование и оценка доказательств. Сущность и методы» (1966), ясно показала связь криминалистики с уголовно-процессуальным правом и тем самым заложила основу методологии отечественной криминалистики, развитую в следующей фундаментальной работе «Криминалистика и доказывание» (1969, совместно с профессором А. И. Винбергом).
Профессор Р. С. Белкин — автор общепринятой ныне концепции отражения как гносеологического фундамента криминалистики, выдвинутой им в труде «Ленинская теория отражения и методологические проблемы советской криминалистики» (1970). Самим Лениным подобной теории создано не было, ему принадлежит лишь догадка о том, что в самом фундаменте материи лежит свойство, близкое к свойству ощущения, — свойство отражения. Однако ссылка на авторитет Ленина была необходима в те времена. Приложение этой идеи к самому предмету криминалистики позволило Р. С. Белкину в 1967 году сформулировать новое представление об этом предмете и предложить единую концепцию общей теории криминалистики, опирающуюся на философское понятие отражения.
В фундаментальном трёхтомном «Курсе советской криминалистики» (1977—1979) получили своё дальнейшее развитие такие разделы криминалистики, как учение о методах, систематике и языке криминалистики, учение о признаках и др.; подробно исследованы частные криминалистические теории: причинности, розыска, механизма преступления, криминалистической регистрации, криминалистического прогнозирования и др.
«Белкинское» определение самого предмета криминалистики принято научной общественностью и авторами практически всех учебников по криминалистике последнего времени.
Умер 3 февраля 2001 года в Москве.

## Научная деятельность
Профессор Р. С. Белкин выявил и описал законы развития криминалистики в свете общих законов развития научного знания. Огромное значение имела выдвинутая им идея о том, что криминалистика представляет собой не только юридическую, но синтетическую науку, неразрывно связанную со многими естественнонаучными дисциплинами. Им предложено дополнить структуру криминалистики ещё одним, четвёртым, разделом — общей теорией науки.
Уделял особенное внимание вопросам криминалистической тактики, в частности тактическим приёмам и комбинациям, следственным ситуациям, фактору внезапности и др. При этом он исследовал данный круг вопросов в их связи с решением этических проблем криминалистики и уголовного судопроизводства в целом. В трудах по юридической этике и юридической психологии Р. С. Белкин неоднократно поднимал и исследовал вопрос о допустимости обмана как средства психического воздействия и показал, что господствовавшая официальная концепция аморальности обмана признаётся лишь на словах, но практические работники повсеместно прибегают к его использованию. Р. С. Белкин призывал открыто признать, что обман в правоохранительной сфере в определённых рамках допустим, поскольку оперативно-розыскная деятельность, основывающаяся на дезинформации, обмане преступников, государством узаконена, но ограничивал пределы обмана строго определёнными рамками.

### Сочинения
Профессор Р. С. Белкин — автор более 300 научных трудов, в том числе более 20 монографий, среди которых первый в истории криминалистики трёхтомный «Курс советской криминалистики» (1977—1979); двухтомник «Криминалистика: проблемы, тенденции, перспективы» (1987—1988); «Криминалистика: проблемы сегодняшнего дня» (2001); «Курс криминалистики» (2001) и многие другие. Его перу принадлежат более 25 учебников по криминалистике для высших и средних специальных учебных заведений, включая совместный болгарский (1972) и трёхтомный чехословацкий (1984—1985) учебники.
Не имеют аналогов созданные Р. С. Белкиным Криминалистическая энциклопедия (1993, 1997, 2000), Словарь-справочник по криминалистике (1999), фундаментальная «История отечественной криминалистики» (1999).
Кроме чисто научных работ, оставил ряд ярких научно-популярных и научно-художественных книг: «Ведётся расследование» (1976), «Не преступи черту» (1979), «Сквозь завесу тайны» (1989), «Равен самому себе» (1991, совместно с М. Я. Сегаем), «Скучная криминалистика» (1993), «Моя профессия — следователь» (1995), «Репортаж из мастерской следователя» (1998), «Профессия — следователь» (1998) и даже «Криминалистический букварь» (1997) для школьников младших классов.

## Награды и звания
- заслуженный деятель науки РСФСР (1976)
- два ордена Красной Звезды (23.7.1944;30.12.1956)
- орден Отечественной войны I степени (1985)
- орден Отечественной войны II степени (12.4.1945)
- медаль «За отвагу» (5.11.1943)
- медаль «За боевые заслуги» (15.11.1950)
- медаль «За оборону Москвы» (1.5.1944)
- медаль «За освобождение Варшавы» (9.6.1945)

## Память
Имя профессора Р. С. Белкина носит кафедра криминалистики МФПА. В Академии Управления МВД РФ функционирует мемориальный кабинет-музей Рафаила Самуиловича Белкина.
Развитию идей профессора Р. С. Белкина в современной криминалистике были посвящены юбилейные научные конференции в Воронеже (2002) и Москве (2002, 2007, 2012, 2017).
В Казахском Национальном университете им. аль-Фараби и в Академии управления МВД России регулярно проводятся Белкинские криминалистические чтения.
Институтом Независимых Исследований (Москва) совместно с Академией управления МВД России и Московским отделением Международного Наградного союза учреждена памятная серебряная медаль Р. С. Белкина за выдающиеся заслуги в развитии криминалистики и судебной экспертизы, присуждаемая ежегодно.